# 5 Seconds of Summer
5 Seconds Of Summer (también conocidos como 5SOS por sus siglas) es una banda originaria de Sídney, Australia, de género pop rock, creada oficialmente el 3 de diciembre de 2011. Está integrada por Luke Hemmings (vocalista principal, piano y guitarra), Michael Clifford (guitarrista principal y voz), Calum Hood (voz, piano y bajo) y Ashton Irwin (batería y voz). Comenzaron a tener atención en 2012 después de publicar una serie de versiones de canciones populares en YouTube.
5 Seconds of Summer lanzó su primer sencillo «Out of My Limit» , exclusivamente en Australia y Nueva Zelanda en noviembre de 2012. En febrero de 2014, lanzaron «She Looks So Perfect» como su primer lanzamiento mundial. Llegó a listas en Australia, Nueva Zelanda, Irlanda y Reino Unido. Su primer álbum, 5 Seconds of Summer fue lanzado a finales de junio de 2014, llegando a número uno en 11 países. Fue seguido por un álbum en vivo titulado LiveSOS.
La banda lanzó su segundo álbum Sounds Good Feels Good en octubre de 2015, seguido por el lanzamiento de un documental en DVD llamado How Did We End Up Here.
El 2 de diciembre de 2016, la banda anunció el lanzamiento de B-sites and Rarites - el cual no estaba disponible en todo el mundo - bajo el título This Is Everything We Ever Said, para celebrar su quinto aniversario como una banda. La banda lanzó su tercer álbum, Youngblood, el 15 de junio de 2018, que debutó número uno en Australia y Estados Unidos. 5SOS se convirtió en el primer representante australiano en lograr tres álbumes número uno en la lista Billboard 200.
A principios de 2019, la banda publicó la canción «Easier» como el sencillo principal de su próximo cuarto álbum de estudio. El segundo sencillo «Teeth» formó parte de la banda sonora de la serie de Netflix 13 Reasons Why. El 5 de febrero, la banda anunció por las redes sociales su nuevo material discográfico "CALM".
En 2021 planeaban estrenar su nuevo disco en Australia pero por causas de la crisis mundial será en septiembre, aunque la gira empezaría en marzo en Inglaterra ya que van a tocar nuevamente en Wembley.
Recientemente publicaron su quinto álbum de estudio titulado "5SOS5" después de 10 años de carrera, así mismo los integrantes de la banda se han mantenido muy activos en redes sociales.

## Historia

### 2011-2012: origen y debut

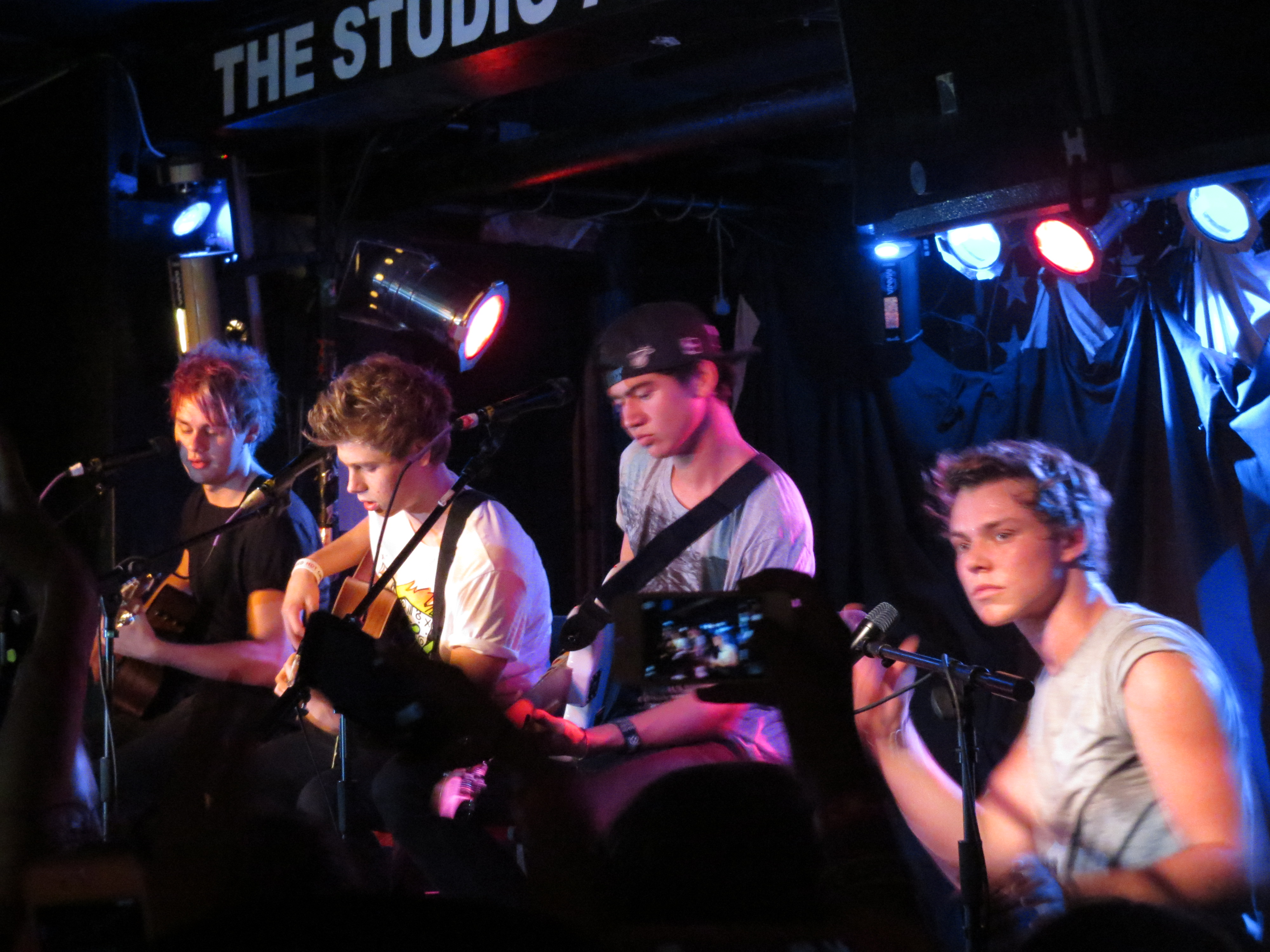
5 Seconds of Summer en su primera actuación en Estados Unidos

5 Seconds of Summer comenzó el 3 de diciembre de 2011.
Luke Hemmings, Michael Clifford y Calum Hood, quienes estudiaban en el Norwest Christian College, comenzaron a publicar vídeos de ellos mismos haciendo versiones de canciones populares en el canal de YouTube de Hemmings. El primer vídeo de Luke es una versión de la canción de Mike Posner, «Please Don't Go» , fue publicado el 3 de febrero de 2011. Su cover de la canción de Chris Brown, «Next to You» recibió más de 600 000 visitas. En diciembre de 2011, se unió a la banda Ashton Irwin, y la banda se completó.
La banda atrajo interés de grandes sellos discográficos, y firmaron con Sony ATV Music. Su primer lanzamiento musical fue un EP titulado Unplugged. Su popularidad se originó cuando atrajeron la atención de Louis Tomlinson, integrante de One Direction, al publicar en su cuenta de Twitter un vídeo de su canción «Gotta Get Out» , diciendo que había sido fanático de 5 Seconds of Summer "desde hace tiempo". 5 Seconds of Summer atrajo nuevamente la atención de One Direction tras el lanzamiento de su primer sencillo, «Out of My Limit» , el 19 de noviembre de 2012, esta vez con Niall Horan publicando un tuit del vídeo musical.
5 Seconds of Summer pasó la segunda mitad de 2012 escribiendo y desarrollando su sonido con Amy Meredith, con quien escribieron dos canciones que estuvieron en el EP Somewhere New: «Beside You» y «Unpredictable» . El EP también fue coproducido por Joel Chapman. 5 Seconds of Summer lanzaron su primer sencillo «Out of My Limit» el 19 de noviembre de 2012, el vídeo musical de la canción recibió más de 100 000 visitas en las primeras 24 horas. En diciembre de 2012, la banda se embarcó a un viaje a Londres, en donde han escrito con varios artistas como McFly, Roy Stride de Scouting for Girls, Nick Hodgson de Kaiser Chiefs, Jamie Scott, Jake Gosling, Steve Robson y James Bourne de Busted.

### 2013-2014:5 Seconds of SummeryLIVESOS

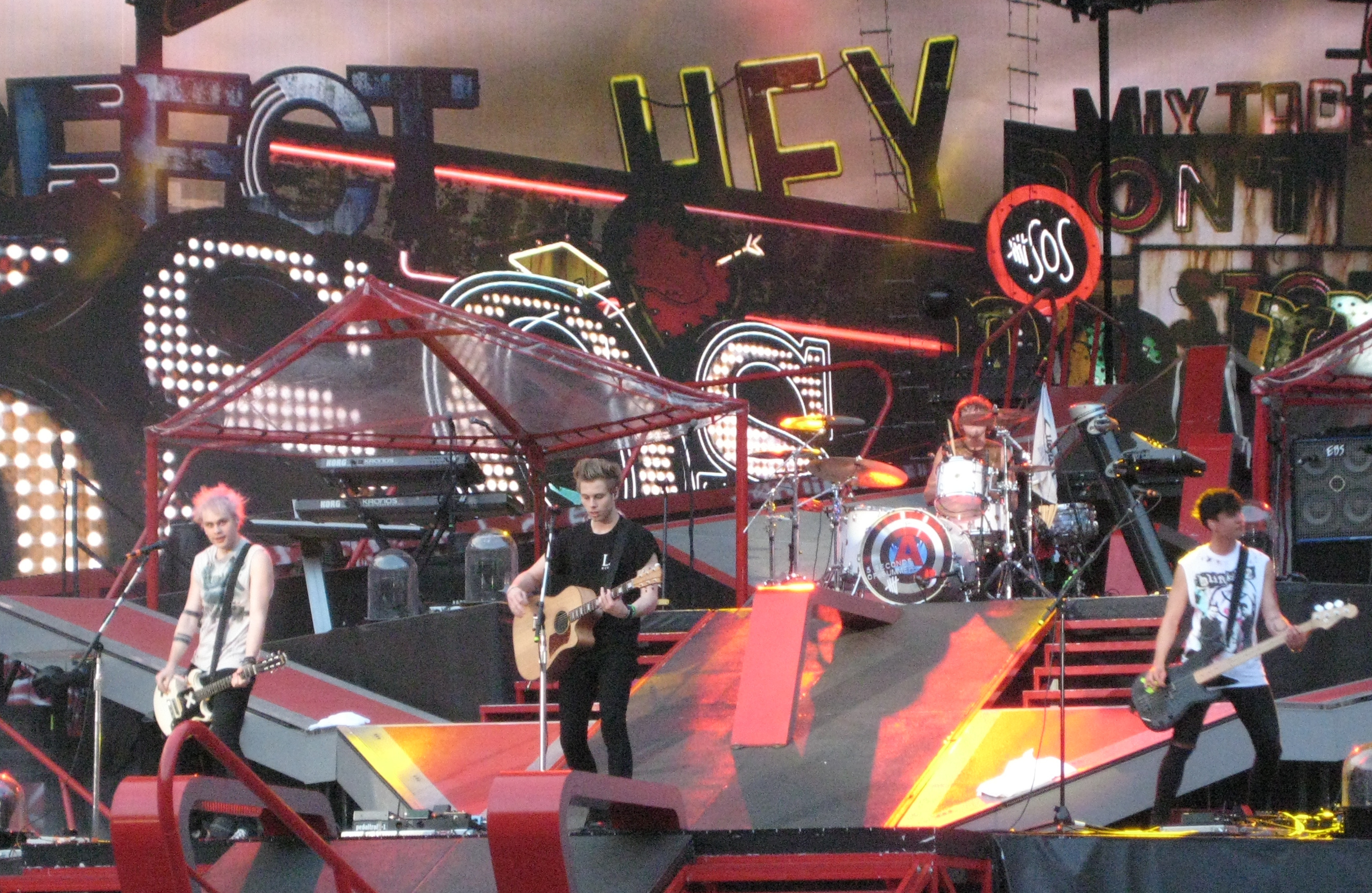
5 Seconds of Summer durante un concierto en el Where We Are Tour en 2014.

El 14 de febrero de 2013, se anunció que la banda sería telonera de One Direction, para su gira Take Me Home. La gira empezó en el O2 Arena en Londres el 23 de febrero de 2013, y 5 Seconds of Summer se unió a One Direction para ir a Reino Unido, Estados Unidos, Australia y Nueva Zelanda, incluyendo 7 shows en el Allphones Arena en la ciudad natal de la banda, en Sídney. Mientras estaban en un descanso de la gira Take Me Home, 5 Seconds of Summer regresaron a Australia en donde tocaron una gira nacional, con todas las fechas vendiéndose en minutos. Fue cuando la banda empezó a ganar popularidad y se hizo conocida. El 21 de noviembre de 2013, la banda anunció que habían firmado con el sello discográfico Capitol Records, y dos meses y medio después, el 5 de febrero de 2014, lanzaron su primer sencillo mundial, «She Looks So Perfect» para pre-ordenar en iTunes.
La conexión entre 5SOS y One Direction se extiende a que ambos artistas son dirigidos por la agencia londinense Modest Management. Esto ha hecho que la prensa se refiera a 5SOS como una boy band a pesar de que los integrantes de la banda han declarado en varias ocasiones que no lo son, y que no tienen lo cliché de estas. A diferencia de la mayoría de las boy bands, ellos escriben sus propias canciones, tocan sus propios instrumentos y no son principalmente un grupo de baile. Sin embargo, la agrupación ha atraído a una gran cantidad de fanáticas como otras boy bands. Ante esto, Ashton Irwin ha comparado a sus seguidoras con las de Fall Out Boy, que también son predominantemente femeninas. John Feldmann, líder de Goldfinger y productor de 5 Seconds of Summer atribuye dicha fanaticada a «un cambio fundamental en la demografía pop punk», mencionando el alejamiento gradual del público masculino de actos pop punk de principios de los 90s tales como Blink-182 y Green Day.

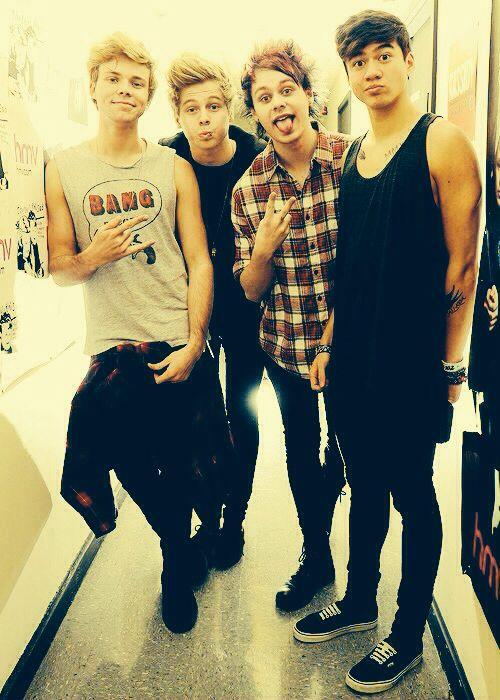
La banda en 2014

A finales de marzo de 2014, «She Looks So Perfect» fue lanzado en Reino Unido. A pesar de que se mantuvo únicamente un día en lo más alto de la tienda británica iTunes y para el final de la semana acabó al final del top 10, 5 Seconds of Summer se convirtió en la cuarta banda australiana en tener un sencillo número uno en Reino Unido, y la primera en lograrlo en 14 años. En la semana posterior a su lanzamiento la canción descendió al puesto diez, lo que constituyó la mayor caída de un número uno desde «Baby's Coming Back/Transylvania» de McFly que bajó de la primera posición a la veinte, también en su segunda semana en listas.
El 5 de marzo de 2014, se anunció que 5 Seconds of Summer se uniría nuevamente con One Direction, siendo teloneros en su gira llamada Where We Are Tour en Estados Unidos, Canadá, Reino Unido y Europa. El 9 de abril de 2014, el EP She Looks So Perfect debutó en el número 2 en Billboard 200.
El 13 de mayo de 2014, la banda anunció que su primer álbum, llamado 5 Seconds of Summer, sería publicado el 27 de junio de 2014 en Europa y Australia con otras fechas por ser anunciadas. El disco debutó en la primera posición en las listas Billboard 200 y Digital Albums, asimismo alcanzó el número uno en 13 países y se posicionó dentro del top 10 en otros 26 territorios. El 15 de junio la banda lanzó su cuarto EP Don't Stop, el cual no estuvo disponible tanto en Estados Unidos como en Canadá y México.
El 15 de julio la banda publicó su tercer sencillo «Amnesia», el cual fue la única canción que no fue escrita por los miembros de la banda, sino por Benji y Joel Madden de Good Charlotte. El 5 de septiembre de 2014, el grupo lanzó su quinto EP Amnesia.
El 12 de octubre lanzaron su cuarto sencillo «Good Girls», cuyo video musical alcanzó más de dos millones de visitas en 48 horas, siendo su mayor récord. El 16 de noviembre de 2014 publicaron su sexto EP Good Girls. Además, publicaron una versión de la canción «What I Like About You» de la banda de rock estadounidense The Romantics como el primer sencillo de su álbum en directo LIVESOS, el cual fue posteriormente publicado el 15 de diciembre de 2014.

### 2015-2016:Sounds Good Feels Good

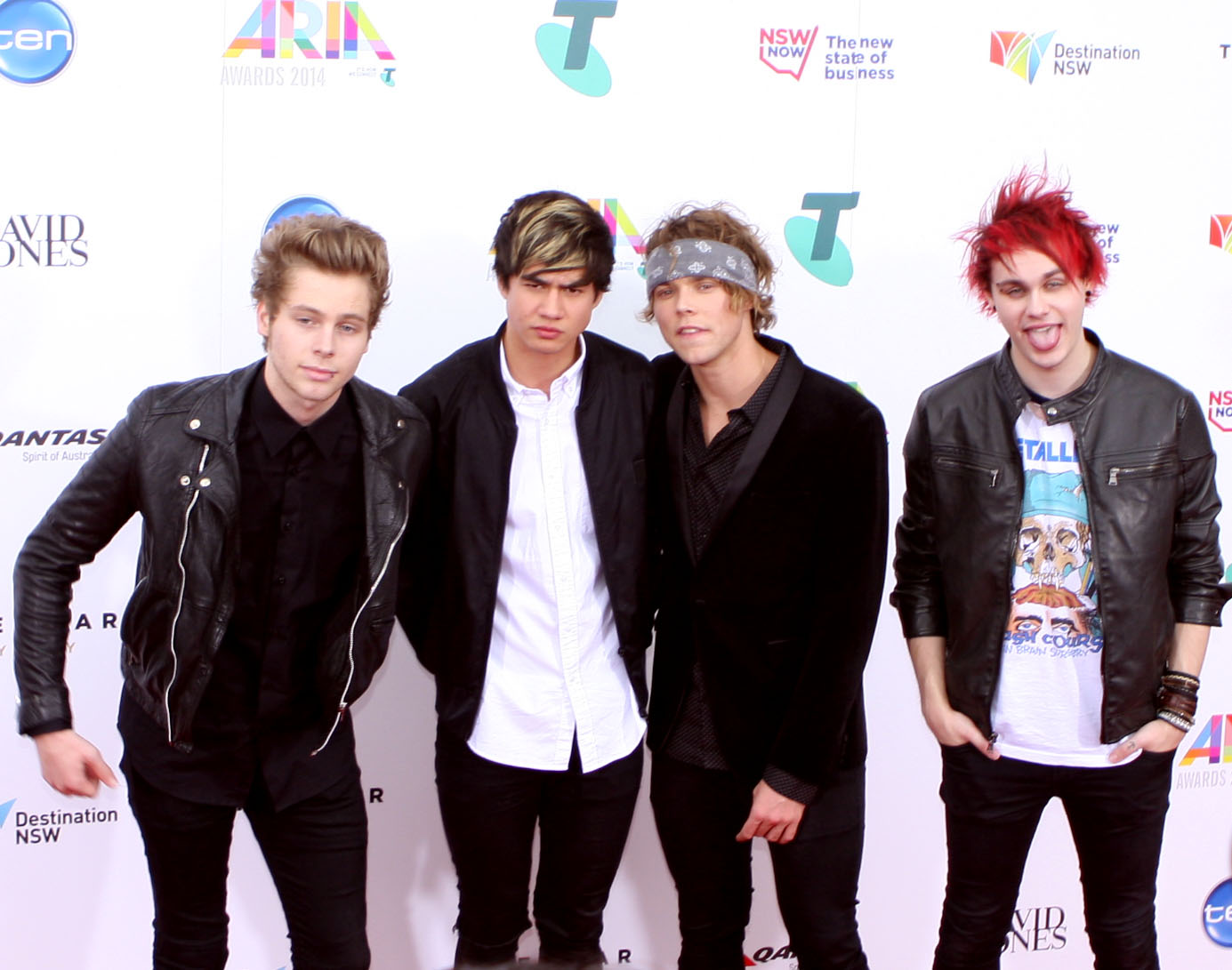
5SOS en los ARIA Music Awards de 2014.

En mayo de 2015 la banda se embarcó en su primera gira como artistas principales, el Rock Out with Your Socks Out Tour, que tendría presentaciones en Europa, Australia, Nueva Zelanda y Norteamérica. El 17 de julio de 2015 lanzaron su primer sencillo «She's Kinda Hot», que forma parte de su segundo álbum de estudio. El 12 de agosto de 2015, la banda anunció que su segundo álbum de estudio se llamaría Sounds Good Feels Good. Este fue publicado mundialmente el 23 de octubre de 2015. El 28 de agosto de 2015 la banda lanzó su séptimo EP She's Kinda Hot solamente para Reino Unido e Irlanda. El 14 de septiembre de 2015 publicaron su segundo sencillo «Hey Everybody!». La revista TIME de Estados Unidos la consideró la tercera mejor canción de 2015.
El 9 de octubre de 2015, la banda anunció que su gira Sounds Live Feels Live World Tour sería en 2016, e incluiría fechas en Asia, Reino Unido, Irlanda, y Norteamérica. El 17 de diciembre del mismo año estrenaron el tema «Jet Black Heart», la pista obtuvo el premio a Mejor vídeo musical del verano en los Premios MTV y como Mejor canción de Rock en los Teen Choice's.
El 3 de junio de 2016 la banda anunció que su próximo sencillo sería «Girls Talk Boys». Esta canción está incluida en la banda sonora de la película Cazafantasmas, siendo publicada el 15 de julio de 2016. La banda empezó su gira mundial llamada Sounds Live Feels Live World Tour.

### 2017-2018:Youngblood

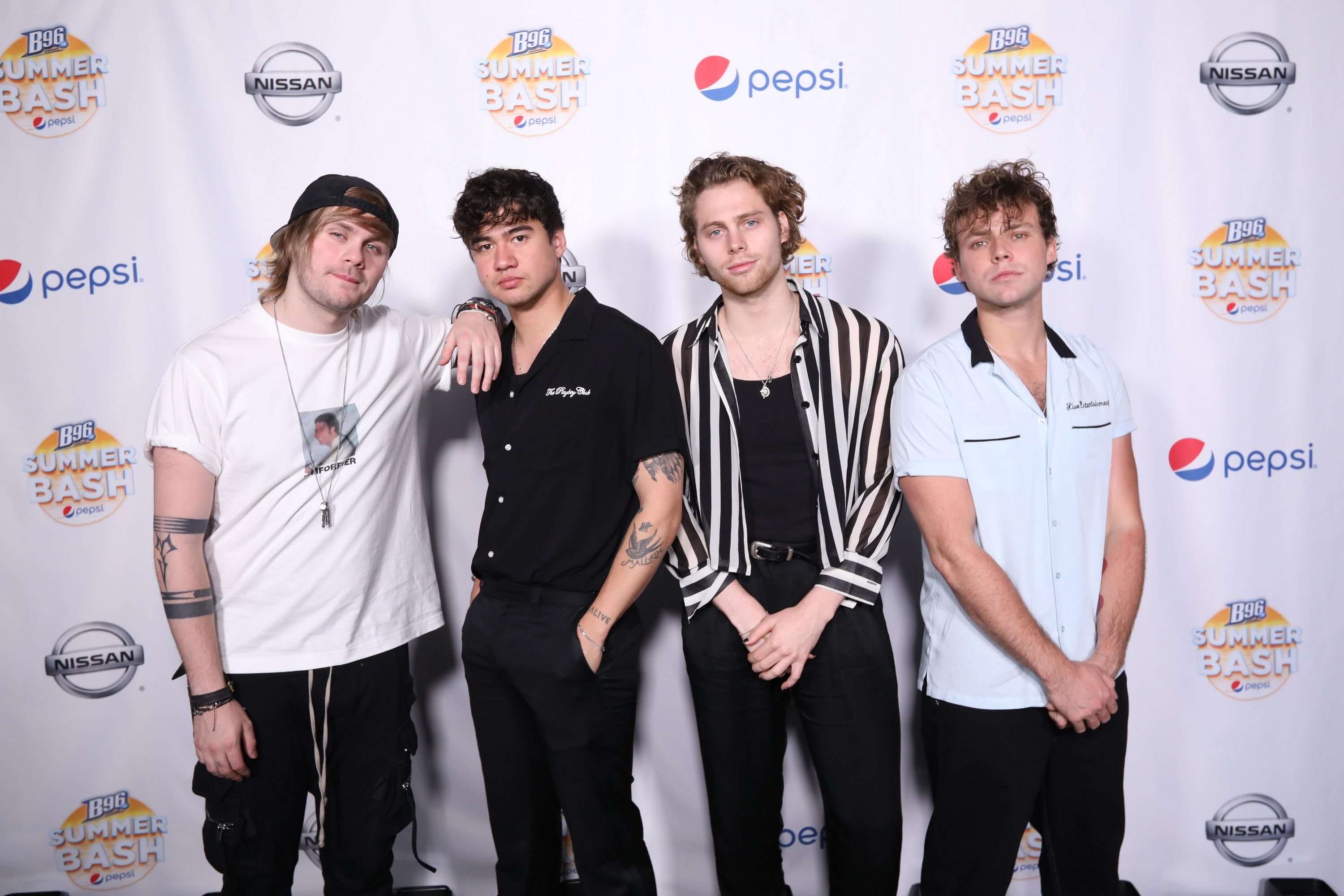
5 Seconds of Summer en el B96 Summerbash en Chicago, 2018

El 13 de enero de 2017 se lanzó la canción «Take What You Want» de la banda de rock japonesa One Ok Rock, que incluye una colaboración con 5SOS. Entre agosto y septiembre de 2017 la banda realizó un tour de «verano» por Asia y Sudamérica, incluyendo países como Argentina, Brasil, Chile y Perú a los cuales fueron por primera vez. El último festival de música que tocaron ese año fue Rock in Rio en Brasil.
Para la promoción del próximo álbum de estudio de la banda, el 22 de febrero de 2018 lanzaron su primer sencillo «Want You Back», además de anunciar fechas para su próxima gira. La canción fue lanzada junto con el anuncio de sus fechas promocionales de la gira 5SOS III Tour. El 9 de abril de 2018 anunciaron que su tercer álbum de estudio, Youngblood, sería publicado el 22 de junio de 2018. Tres días después estrenaron el segundo sencillo del álbum del mismo nombre «Youngblood». Alcanzó el primer puesto en las listas de Australia en mayo de 2018, convirtiéndose en el segundo sencillo número uno de la banda en su país natal, manteniéndose ocho semanas consecutivas en la cima. La pista logró el lugar número uno en las listas de Nueva Zelanda. Alcanzó el top diez en once países, incluido el número tres en Canadá, el cuatro en el Reino Unido y el siete en los Estados Unidos, convirtiéndose en su primer sencillo que alcanza el top diez tanto en Canadá, como en Estados Unidos.
Posterior a ello, fueron estrenados los dos últimos sencillos del álbum «Valentine» que se estrenó el 26 de agosto de 2018. «Lie to Me» fue lanzada como sencillo el 21 de diciembre de 2018 en colaboración con la cantante estadounidense Julia Michaels quien formó parte de la composición de la canción.

### 2019-2022:Calm
El 5 de febrero de 2019, la banda compartió vídeos en las redes sociales para anunciar su próximo sencillo «Who Do You Love» junto con la banda estadounidense The Chainsmokers. Fue lanzada el 7 de febrero de 2019, a través de Sony Music. La banda anunció el 12 de febrero que estarán en una gira norteamericana con The Chainsmokers y Lennon Stella durante el último trimestre de 2019. En marzo del mismo año presentaron la canción junto a The Chainsmokers en el programa The Tonight Show Starring Jimmy Fallon.

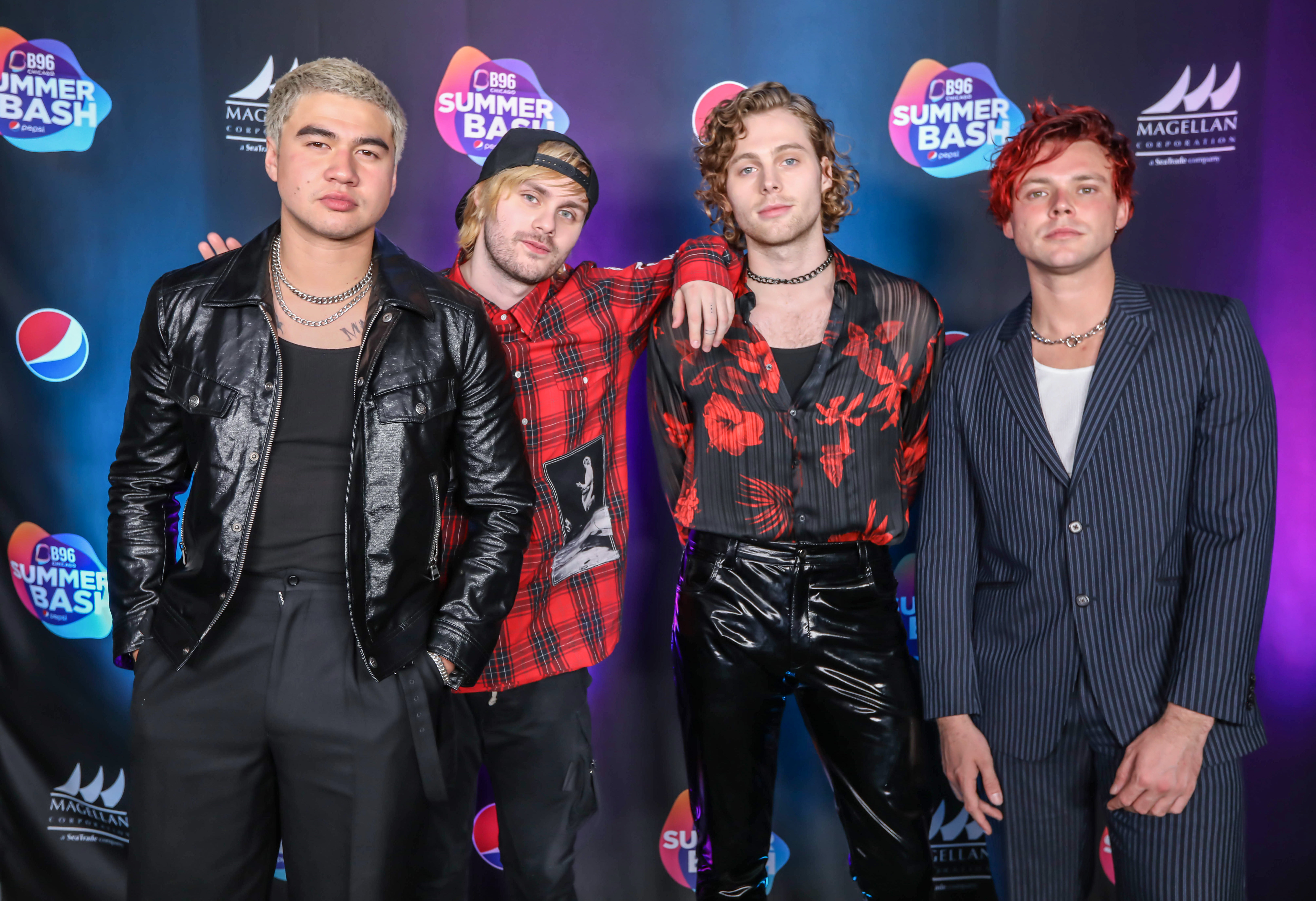
5 Seconds of Summer en 2019

El 17 de mayo de 2019 la banda publicó una serie de vídeos en las redes sociales, mostrando adelantos del próximo video musical de la canción «Easier» junto con su nombre y fecha de lanzamiento. Cinco días después fue estrenada como el sencillo principal de su próximo cuarto álbum de estudio. Alcanzó la posición cuarenta y ocho en la lista Billboard Hot 100 de Estados Unidos. El segundo sencillo «Teeth» lanzada 21 de agosto de 2019, formó parte de la banda sonora de la serie de Netflix 13 Reasons Why. El 5 de febrero la banda anunció por las redes sociales su nuevo material discográfico Calm. Unos días antes, también confirmaron que se embarcarán en la gira No Shame para apoyar la promoción del álbum. Ese mismo día, se lanzó el sencillo «No Shame» como el tercer sencillo de la nueva producción. Ambos sencillos se ubicaron en cuarta y duodécima posición en la lista Bubbling Under Hot de Billboard.
El 16 de febrero de 2020, la banda actuó en Fire Fight Australia, un concierto televisado en el ANZ Stadium de Sídney para recaudar fondos para el alivio de incendios forestales. Su actuación, que incluyó la primera presentación en vivo de «No Shame», fue ampliamente elogiada, con Billboard escribiendo «Se criaron jugando en estadios y, como tal, fueron, quizás sorprendentemente, el acto de calentamiento perfecto para Queen». El 21 de febrero se estrenó «Old Me» como el cuarto sencillo del álbum, el tema presenta como voz principal la de Luke Hemmings, quien interpreta las letras que hace referencia a su pasado y todo lo que sucedió en su vida para convertirse en lo que es hoy. El 25 de marzo de 2020, dos días antes del estreno de su nuevo material discográfico, lanzaron el quinto sencillo «Wildflower», tema que alcanzó la posición ochenta y uno en UK Singles Chart del Reino Unido.
Calm Se lanzó el 27 de marzo de 2020, a través de Interscope Records. Debido a un error de iTunes en la hora de su lanzamiento, alrededor de 10 000 copias del álbum fueron lanzadas en la media noche del jueves en Estados Unidos, cuando inicialmente se tenía programado el día viernes para completar una semana completa en la lista Billboard. En su segunda semana, el álbum fue promocionado con paquetes de mercadería vendidos en el sitio web del grupo, así como ofertas de canje de boletos, lo que le permitió alcanzar la segunda posición esa semana en la lista. En el Reino Unido debutó en la primera posición, por delante del álbum Future Nostalgia de Dua Lipa convirtiéndose en su segundo álbum número uno en el país, desde el lanzamiento de Sounds Good Feels Good (2015).

### 2022:5SOS5
El 2 de marzo de 2022, la banda lanzó "Complete Mess" como el sencillo principal de su próximo quinto álbum de estudio. El segundo sencillo, "Take My Hand", se lanzó el 1 de abril de 2022. El tercer sencillo, "Me, Myself & I", se lanzó el 11 de mayo de 2022. En mayo de 2022, la banda anunció su quinto álbum de estudio 5SOS5. que se ha lanzado el 23 de septiembre de 2022. El álbum será el primero de la banda bajo BMG Rights Management. El cuarto sencillo, "Older", se lanzó el 7 de septiembre de 2022.
El álbum se compone de 19 canciones de las cuales el sencillo "Older" es colaboración con Sierra Deaton, actual pareja del vocalista principal. A destacar es la canción número 17, "Emotions", producida por completa por Michael Clifford. Ellos mismos han declarado en entrevistas que este álbum es un giro total a la estética de los anteriores, siendo este último mucho más íntimo y cercano a ellos.

## Otras actividades

### Hi Or Hey Records
El 27 de enero de 2014, anunciaron que formarían su propio sello discográfico llamado Hi Or Hey Records, así mismo explicaron que no solamente lanzarían toda su música a través de la compañía en conjunto con Capitol Records, sino que también firmarían a varias bandas y las promocionarían mediante la disquera.
El 24 de marzo de 2015, firmaron un contrato con la banda pop rock Hey Violet.

## Estilo musical e influencias
El estilo musical de 5 Seconds of Summer ha sido descrito como pop rock y pop punk. Además la banda cita a McFly, Blink-182, All Time Low, Mayday Parade, Green Day, Boys Like Girls y Busted como sus principales influencias.
Por otro lado, Ashton comentó que también les gustaría hacer música con su gran admiración hacia Nirvana.

## Miembros
- Luke Robert Hemmings: Nació el 16 de julio de 1996. Mide 1,94 y tiene dos hermanos mayores, Ben y Jack. El compositor, cantante y guitarrista comenzó allá por el año 2011 haciendo covers en Youtube con el usuario Hemmo1996. La primera canción que publicó fue de Mike Posner, concretamente una cover de “Please do not go”.
- Ashton Fletcher Irwin: Irwin nació el 7 de julio de 1994 en Hornsby, Nueva Gales del Sur. A finales del 2011, Irwin recibe un mensaje de Facebook de su amigo y futuro compañero de banda, Michael Clifford, preguntando si estaría interesado en hacer música casualmente con él, Luke Hemmings y Calum Hood. Irwin aceptó, uniéndose al trío para subir versiones de canciones en el canal de YouTube de Luke, formándose así la banda 5 Seconds of Summer.
- Calum Thomas Hood: Se crio en Mount Druitt, Nueva Gales del Sur. Su padre es un ex-empleado de Coca-Cola y su madre trabajaba en la industria de jubilació. . Calum señala que su infancia fue de clase media y "no tan glamorosa". Conoció a Michael Clifford en tercer grado y se hizo amigo de Luke en séptimo grado, cuando interpretaron una versión de Secondhand Serenade en un concurso de la escuela.
- Michael Gordon Clifford estudió en el colegio Norwest Christian College de Riverstone, en los suburbios del noroeste de Sídney. En este colegio privado, donde a los alumnos se les enseña música a fondo desde muy temprana edad, es donde Michael conoció a sus actuales mejores amigos y compañeros de banda: Luke Hemmings y Calum Hood. Hay quienes creen que iban a distintos cursos pero lo cierto es que iban al mismo, ya que Michael es solo unos meses más grande que Luke y Calum.Luke Hemmings (arriba, izquierda), Michael Clifford (arriba, derecha), Ashton Irwin (abajo, izquierda) y Calum Hood (abajo, derecha)

## Discografía
- 2014: 5 Seconds of Summer
- 2015: Sounds Good Feels Good
- 2018: Youngblood
- 2020: Calm
- 2022: 5SOS5

## Giras

### Como teloneros
- 2012: Hot Chelle Rae, Whatever World Tour.[97]
- 2013: One Direction, Take Me Home Tour.[98]
- 2014: One Direction, Where We Are Tour.[99]
- 2015: One Direction, On the Road Again Tour.
- 2019: The Chainsmokers, World War Joy Tour.[100]

### Como banda principal
- 2012: Mini Australian Tour5 Seconds of Summer en Verona, 2016 en un concierto de la gira Sounds Live Feels Live2012: Twenty Twelve Tour (junio)[101][102][103]
- 2013: Pants Down Tour (Australia)[104]
- 2014: UK Tour (febrero y marzo)[105]

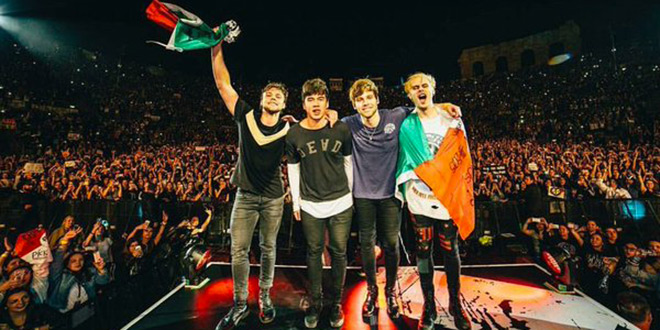
5 Seconds of Summer en Verona, 2016 en un concierto de la gira Sounds Live Feels Live

- 2014: 5 Countries 5 Days European Tour (marzo y abril) (Suecia, Alemania, Francia, Italia y España)[106]
- 2014: Stars, Stripes and Maple Syrup Tour (abril) (Norteamérica)[107]
- 2014: There’s No Place Like Home Tour (abril y mayo) (Australia)[108]
- 2015: Rock Out with Your Socks Out Tour
- 2016: Sounds Live Feels Live Tour
- 2017: 5 Seconds Of Summer World Tour
- 2018: 5SOS III Tour
- 2018: Meet You There Tour
- 2022: Take My Hand World Tour
- 2023: The 5SOS Show Tour[109]

## Publicaciones
- Hey, Let's Make a Band!, HarperCollins (14 de octubre de 2014) ISBN 9780062366443
- 5 Seconds of Summer, Hal Leonard (1 de enero de 2015) ISBN 9781495007781
- 5SOS Annual 2016, HarperCollins (21 de septiembre de 2015) ISBN 978-0008142414
- 5 Seconds of Summer Book of Stuff, HarperCollins (6 de octubre de 2015) ISBN 9780062424501